# Chiesa di Sant'Antonio Abate (Olgiate Olona)
La chiesa di Sant'Antonio Abate è una chiesa di Olgiate Olona risalente alla seconda metà del XVI secolo, detta anche chiesa di Sant'Antonio a Moncucco per via della sua posizione che sovrasta la Valle Olona.

## Storia
Fino alla seconda metà del XX secolo accanto alla chiesa si trovava un convento di frati carmelitani, chiuso il 30 maggio 1653 dall'arcivescovo Alfonso Litta dopo che papa Innocenzo X decretò la soppressione dei piccoli conventi nel 1652; fu successivamente riconvertito ad uso abitativo da parte dei privati proprietari. Era presente anche un cimitero, non più esistente, circondato da un muro.
Nel 1670 furono eseguiti i primi lavori di restauro e ampliamento della chiesa, voluti da monsignor Carlo Bozolo: fece erigere la cappella del Crocifisso e migliorò gli arredi. Alla fine del XIX secolo la chiesa subì ulteriori migliorie: nel 1864 fu collocata la campana prodotta dalla Fonderia Bizzozzero di Varese, mentre nel 1889-1890 furono sistemati il pronao e l'altare maggiore.
Nel 1939 l'arcivescovo Alfredo Ildefonso Schuster chiese che l'edificio fosse restaurato. I lavori iniziarono solo nel 1955 e videro la sistemazione della facciata con la copertura degli affreschi. Nel 1957 fu collocata all'interno della chiesa una statua della Madonna del Carmine, mentre tra il 1970 e il 1995 vennero sostituite le porte e restaurati tetto, campanile e cappelle laterali.

## Descrizione
All'interno la chiesa è affrescata con scene di santi e beati e alcuni simboli che richiamano gli attributi mistici della Madonna. Una Annunciazione è raffigurata nella fascia alta della navata, vicino all'arco dell'altare maggiore; nella fascia bassa si trovano San Carlo Borromeo e Santa Barbara. Nell'altare della cappella della Beata Vergine Maria del Monte Carmelo sono inserite due tele rappresentanti le beate Caterina Moriggi da Pallanza e Giuliana Puricelli da Busto Arsizio. All'interno della chiesa si trova una statua in legno raffigurante Sant'Antonio, realizzata nel XVIII secolo.